# はらだし
はらだし、腹出しは、大きな顔に手足がついたような姿の日本の妖怪。作家・佐藤有文の妖怪関連の書籍に多く登場している。

## 概要
夜中に現われ、酒をすすめると喜んで飲み、こっけいな踊りを始める。その踊りを見た人には良いことがあるといわれる。他の多くの妖怪のように、人間を困らせることはしない。陽気な性格で、悲しんでいる人間を慰めることもある。悩んでいる人間が酒でもてなすと、腹踊りをしてその悩みを消し去り、希望をわかせるなどとも解説されている。
別の説では、古くてぼろぼろの寺に住む妖怪とされる。一見すると普通の人間の姿だが、様々なものに化けることができ、特に自分の腹に顔を作り出して人を脅かすことが好き。しかし実際には、道に迷った人を寺に泊めるなど親切な性格で、吹雪の中で迷った人を暖かい部屋で御馳走でもてなしたこともあるという。
以上のような解説は江戸時代の書籍や伝承資料などには確認されておらず、情報の出典が不明のため、その解説は佐藤有文などによる創作ではないかと平成以降（2000年～）には指摘されている。

## はらだしであると紹介された絵画

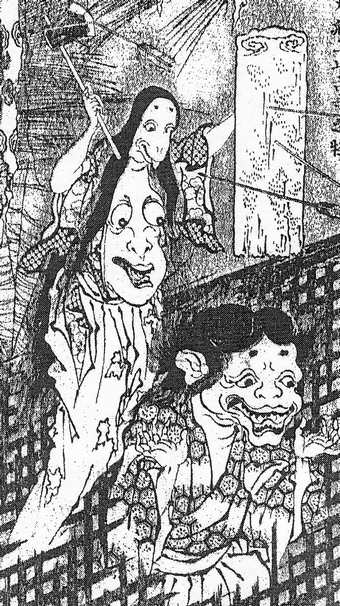
山東京伝著 歌川豊広画『浮牡丹全伝』より「伯州船上山古寺之怪（はくしゅうふねのうえやまふるでらのかい）」

佐藤有文は、原典不詳の妖怪を描いた絵画（人間の頭から手足が生えている形状のもの）をはらだしとして紹介している。また、はらだしの仲間であるとして絵巻物『土蜘蛛草紙』に描かれている顔の大きな尼の妖怪の絵を図版として掲載している。
粕三平の著書『お化け図会』では、1809年（文化6年）刊行の読本『浮牡丹全伝』（山東京伝著、歌川豊広画）の口絵に描かれた腹に顔を持つ妖怪（画像参照）を示し、古寺で腹に顔を作って人を脅かす「はらだしの妖怪」という解説がなされているが、同図は『浮牡丹全伝』に登場する船上山の古い寺にあった百鬼夜行絵巻の古画が現実化して登場した姿を描いたものである。なお、粕による同書の解説文中には佐藤有文の名も挙げられており、佐藤の書籍が参考資料として使われていることは明らかであるが、佐藤有文は同図を書籍の「はらだし」の図版としては使用していない。